# Stonegrave
Stonegrave is een civil parish in het district Ryedale van North Yorkshire, Engeland. Het ligt in de Howardian Hills, ongeveer 6 kilometer ten zuidoosten van Helmsley.